# 掠食海方蟹
掠食海方蟹（学名：Thalassograpsus harpax）为方蟹科海方蟹属的动物。分布于日本、萨摩亚群岛、印度尼西亚、红海、台湾岛等地，生活环境为海水，多栖息于潮间带的石下或珊瑚礁层中。